# متلازمة سميث-ليملي-أوبيتز
متلازمة سميث-ليملي-أوبيتز (بالإنجليزية Smith-Lemli-Opitz syndrome) وتعرف أيضا بSLOS، أو 7-ديهيدروكوليستيرول نقص اختزال) وهو اضطراب تنموي يؤثر على أجزاء كثيرة من الجسم. ويتميز هذا الشرط من ملامح الوجه مميزة، صغيرة حجم الرأس (صغر الرأس)، أو الإعاقة الفكرية مشاكل التعلم، ومشاكل سلوكية. الأطفال المتضررين العديد من السمات المميزة لمرض التوحد، وهي حالة التنموية التي تؤثر على التواصل والتفاعل الاجتماعي. تشوهات في القلب والرئتين والكلى والجهاز الهضمي، والأعضاء التناسلية شائعة أيضا. الرضع مع متلازمة سميث-ليملي-أوبيتز يعانون من ضعف العضلات (نقص التوتر)، والصعوبات التغذية، وتميلون إلى النمو على نحو أبطأ من الرضع الأخرى. وقد تنصهر الأفراد الأكثر تضررا أصابع الثاني والثالث (ارتفاق الأصابع)، وبعضها أصابع إضافية أو أصابع القدم .

## الأعراض
علامات وأعراض متلازمة سميث-ليملي-أوبيتز تختلف على نطاق واسع. قد يكون الأفراد المتضررين أقل ما يقال التشوهات الجسدية طفيفة فقط مع مشاكل التعلم والسلوك. الحالات الشديدة يمكن أن تكون مهددة للحياة وتشمل الإعاقة الذهنية العميقة والتشوهات الجسدية الرئيسية. يؤثر على ما يقدر ب 1 في 20,000 إلى 60000 المواليد الجدد. هذا الشرط هو الأكثر شيوعا في القوقازيين (البيض) من أصول أوروبية، ولا سيما من بلدان أوروبا الوسطى مثل سلوفاكيا وجمهورية التشيك. من النادر جدا بين السكان الأفريقية والآسيوية.والأعراض المرافقة لمتلازمة سميث -ليملي -أوبيتز هي:
- - تشوه مميز في الوجوه
- -صغر الرأس
- -ارتفاق الأصابع (الأكثر شيوعا تكون في أصابع القدم الثانية والثالثة)
- -تأخر النمو
- -الإعاقة الفكرية
- -الحنك المشقوق
- -مبال تحتاني (عند الذكور فقط)

## الأسباب
سبب ظهور متلازمة سميث-ليملي-أوبيتز هو طفرات في الجين DHCR7 .حيث أنالجين DHCR7 يقدم تعليمات لصنع انزيم يسمى ديهيدروكوليستيرول . هذا الانزيم هو المسؤول عن الخطوة النهائية في إنتاج الكولسترول. والكوليسترول هو شمعي، وهو عبارة عن مادة تشبه الدهون التي يتم إنتاجها في الجسم والحصول عليها من الأطعمة التي تأتي من الحيوانات (وخاصة صفار البيض واللحوم والدواجن والأسماك ومنتجات الألبان). الكولسترول ضروري لنمو الجنين الطبيعي ولها وظائف مهمة قبل وبعد الولادة. وهو يمثل عنصرا الهيكلية للأغشية الخلايا والمادة الواقية التي تغطي الخلايا العصبية (المايلين). بالإضافة إلى ذلك، والكولسترول يلعب دورا في إنتاج بعض الهرمونات والأحماض الهاضمة وبالتالي يؤدي إلى الإصابة ب متلازمة سميث-ليملي-أوبيتز .

## العلاج
لا يوجد علاج متأخر للمصاب ولكن عند اكتشاف المرض في حال تكوين الجنين .يمكن أن تكون هناك تطعيمات لتدعيم الكلسترول .اما في حالة ما بعد الولادة فان المعالجة التامة غير متاحة حاليا وتتطلب فريق من الأطباء المختصين لان علاج متلازمة سميث-ليملي-أوبيتز . يمكن تصحيح بعض التشوهات الخلقية (الحنك المشقوق) مع الجراحة. ويجري عادة دعم الغذائي الذي يحتوي مكملات الكوليسترول، على الرغم من عدم فعاليته .